# Vållingsöns naturreservat
Vållingsön är en liten ö i sjön Ören och ett naturreservat i Aneby kommun i Jönköpings län.
Ön och reservatet omfattar 1 hektar och är skyddat sedan 1960. Ön är belägen i kommunens nordvästra hörn i sjön Ören, nordväst om Vireda kyrka. Ön är bevuxen med tall, gran, björk och klibbal.
Reservatet bildades för att skydda fågellivet och häckningsplatserna för många sjö- och vadarfåglar. Där häckar fåglar som storlom, skäggdopping, drillsnäppa och fisktärna.  